# ANOTHER WORLD (Gacktの曲)
「ANOTHER WORLD」（アナザー ワールド）は、2001年9月5日にGacktが発表した楽曲、及び同曲を収録したシングル。通算9枚目のシングルである。発売元は日本クラウン。

## 概要
- 前作「君のためにできること」から、半年ぶりのリリースとなった。
- この歌で、紅白歌合戦に初出演を果たした。
- Gacktの代表曲の一つであり、シングルの中では、2017年現在最も売り上げが高い作品である。
- なお、このシングルのカップリング曲から、オリジナルアルバムに収録されるようになった。

## 収録曲
作詞・作曲：Gackt.C 編曲：Gackt C.／CHACHAMARU
1. ANOTHER WORLD (3:11)
資生堂「neue（ノイエ）MEN'S」CMソング。
PVは香港で撮影され、ストーリー構成になっており、『チンピラ達がマフィアと対立して壊滅し、生き残った男(Gackt)が敵を討つ』という内容。自身が主役の映画『MOON CHILD』の世界観を引き継いでいる。
また、2005年に行われた「スキウタ〜紅白みんなでアンケート〜」では、Gacktの楽曲としては唯一ランクインし、白組91位を記録した。
なお、この曲では、Gacktがギターを演奏している。演奏時間は3分11秒と、Gacktのシングルの表題曲の中で一番演奏時間が短い曲である。
後に、ベストアルバム『THE SIXTH DAY 〜SINGLE COLLECTION〜』には、ギターやドラムのリテイクがなされている再録バージョンが、『BEST OF THE BEST vol.1 -WILD-』には、ボーカル全体のリテイクと、歌詞の一部を変更した別の再録バージョンが、リミックスアルバム『GACKTracks -ULTRA DJ ReMIX-』には、『BEST OF THE BEST vol.1 -WILD-』を基にしたリミックスバージョンが収録された。なお、シングルバージョンは、3rdアルバム『MOON』に収録されている。
アルバムツアー『Gackt Live Tour 2002 下弦の月』と『Gackt Live Tour 2003 上弦の月』は原曲キーで演奏していたが、『Gackt Live Tour 2004 THE SIXTH DAY & THE SEVENTH NIGHT』以降のライブは、キーを半音下げて演奏されている。
『Gackt Live Tour 2004 THE SIXTH DAY&THE SEVENTH NIGHT』までのライブは、頻繁に演奏されていたが、以降のライブでは、2006年に行ったファンクラブ限定ツアー『GACKT TRAINING DAYS D.R.U.G. PARTY』を含め、一切演奏されていなかったが、2013年に行われたライブツアー『GACKT LIVE TOUR 2013 BEST OF THE BEST vol.1 M / W』にて、約6年ぶりに演奏された。
浜崎あゆみが2016年6月29日に発売したオリジナルアルバム『M(A)DE IN JAPAN』を引っ提げ行ったアルバムツアー『ayumi hamasaki ARENA TOUR 2016 A 〜M(A)DE IN JAPAN〜』では、サプライズとしてトレンディエンジェルがカバー[1]。途中から、GACKT本人もサプライズで出演し、本楽曲を歌った。
2. Fragrance (4:43)
音楽番組FUNに初めて出演した時は、この曲と11thシングル「忘れないから」の2曲を披露した。
ライブでは、間奏の部分で、Gacktの語りが挿入されたバージョンで演奏されている。
2006年に行ったファンクラブ限定ツアー『GACKT TRAINING DAYS D.R.U.G. PARTY』で、久し振りに演奏された。
3. ANOTHER WORLD（Instrumental）

## 収録アルバム
- MOON (#1、#2)
- THE SIXTH DAY 〜SINGLE COLLECTION〜 (#1、再録バージョン)
- BEST OF THE BEST vol.1 -WILD- (#1、再録バージョン)
- GACKTracks -ULTRA DJ ReMIX- (#1、リミックスバージョン)